# Pierre Charles (homme politique, 1804-1878)
Pour les articles homonymes, voir Pierre Charles et Charles.
Pierre Charles est un homme politique français né le 30 avril 1804 à Breloux-la-Crèche (Deux-Sèvres) et mort le 24 juin 1878 à Breloux-la-Crèche.

## Biographie
Cultivateur et meunier, conseiller d'arrondissement, il est député des Deux-Sèvres de 1848 à 1849, siégeant avec la gauche modérée.

## Sources
- « Pierre Charles (homme politique, 1804-1878) », dans Adolphe Robert et Gaston Cougny, Dictionnaire des parlementaires français, Edgar Bourloton, 1889-1891 [détail de l’édition]